# Takydromus khasiensis
Espèce
Synonymes
- Tachydromus khasiensis Boulenger, 1917

Takydromus khasiensis est une espèce de sauriens de la famille des Lacertidae.

## Répartition
Cette espèce se rencontre en Assam et au Meghalaya en Inde et en Birmanie.

## Description
Les types de Takydromus khasiensis mesurent :
- 48 mm, queue non comprise, pour le mâle ;
- 51 mm, queue non comprise, pour la femelle ; la queue de cette dernière mesurant 108 mm.

Cette espèce a la face dorsale olive avec des marques jaunâtres ou verdâtres généralement cerclées de noir. Une rayure noire, soulignée de clair, s'étend de narine jusqu'à la queue en passant par l’œil. Les juvéniles présentent une queue rougeâtre.

## Étymologie
Son nom d'espèce, composé de khasi et du suffixe latin -ensis, « qui vit dans, qui habite », lui a été donné en référence au lieu de sa découverte, les Khasi Hills dans l’État de Meghalaya dans le nord-est de l'Inde.

## Publication originale
- Boulenger, 1917 : A revision of the lizards of the genus Tachydromus. Memoirs of the Asiatic Society of Bengal, vol. 5, no 6, p. 207-235 (texte intégral).